# Lithocarpus paihengii
Lithocarpus paihengii är en bokväxtart som beskrevs av Woon Young Chun och Ying Tsiang. Lithocarpus paihengii ingår i släktet Lithocarpus och familjen bokväxter. Inga underarter finns listade.